# Mělník (vojenský újezd Hradiště)
Mělník (německy Melk) je zaniklá vesnice ve Vojenském újezdu Hradiště v okrese Karlovy Vary v Karlovarském kraji. Stávala v údolí Bublavy v nadmořské výšce 540 metrů na severu Doupovských hor, přibližně deset kilometrů jihozápadně od Kadaně.

## Název
Jméno vesnice bylo odvozeno ze slova měl, které označovalo jíl. V historických pramenech se název objevuje ve tvarech: Melnik (1460, 1488), Mielnik (1593, 1654) , Melk a Mellink (1787) a Melk (1846).

## Historie
První písemná zmínka o Mělníku pochází z roku 1460, kdy vesnice patřila k panství hradu Egerberk. Jeho součástí byla až do roku 1623, kdy panství jako pobělohorský konfiskát zabavený Matyáši mladšímu Štampachovi koupil Kryštof Šimon Thun a připojil je ke Klášterci nad Ohří. Po třicetileté válce ve vsi podle berní ruly z roku 1654 žili čtyři chalupníci a dva poddaní bez pozemků, z nichž jeden pracoval jako krejčí. Obyvatelé na neúrodných polích pěstovali žito, ale hlavním způsobem obživy býval chov dobytka a práce v lesích.
V roce 1787 ve vsi stálo jedenáct domů a jejich počet se nezměnil ani v roce 1846, kdy v nich žilo 74 lidí. Děti docházely do školy v Tunkově a později chodily do Telcova. Vesnice patřila k okounovské farnosti, ale poštu, lékaře a četnickou stanici měli obyvatelé v Radnici. Nejbližší železniční stanice se nacházely v Perštejně a Olešce.
Po zrušení patrimoniální správy se Mělník stal osadou obce Martinov, kterou zůstal až do svého zániku. V roce 1914 zde ve třinácti domech, z nichž čtyři byly větší usedlosti, žilo 62 obyvatel. Po vysídlení Němců nebyla vesnice dosídlena a v roce 1947 v ní žili je tři obyvatelé. Mělník úředně zanikl v důsledku zřízení vojenského újezdu k 15. červnu 1953 v první etapě rušení sídel.

## Přírodní poměry
Mělník stával v katastrálním území Žďár u Hradiště (původní mělnické katastrální území měřilo 4,56 km²) v okrese Karlovy Vary, asi 2,5 kilometru jihozápadně od Oslovic. Nacházel se v nadmořské výšce okolo 540 metrů na západním úbočí vrchu Havran (736 metrů). Oblast leží v severní části Doupovských hor, konkrétně v jejich okrsku Jehličenská hornatina. Půdní pokryv tvoří v širším okolí kambizem eutrofní. Údolím pod zaniklou vesnicí protéká potok Bublava.
V rámci Quittovy klasifikace podnebí Mělník stál v mírně teplé oblasti MT3, pro kterou jsou typické průměrné teploty −3 až −4 °C v lednu a 16–17 °C v červenci. Roční úhrn srážek dosahuje 600–750 milimetrů, počet letních dnů je 20–30, počet mrazových dnů se pohybuje od 130 do 160 a sněhová pokrývka zde leží 60–100 dnů v roce.

## Obyvatelstvo
Při sčítání lidu v roce 1921 zde žilo 74 obyvatel (z toho čtyřicet mužů) německé národnosti a římskokatolického vyznání. Podle sčítání lidu z roku 1930 měla vesnice 54 obyvatel se stejnou národnostní a náboženskou strukturou.
|           | 1869 | 1880 | 1890 | 1900 | 1910 | 1921 | 1930 | 1950 |
| --------- | ---- | ---- | ---- | ---- | ---- | ---- | ---- | ---- |
| Obyvatelé | 62   | 75   | 66   | 48   | 57   | 74   | 54   | 3    |
| Domy      | 11   | 13   | 13   | 13   | 13   | 12   | 11   | 8    |

## Pamětihodnosti
Kaple Panny Marie stála na návsi a byla zbořena současně s obcí. Kaple byla vystavěna ze dřeva a o půdorysu čtverce, se stanovou střechou a hranolovou sloupkovitou zvonicí, která byla také zakončená stanovou střechou s křížkem. Obě střechy pokrýval eternit.